# Landhockey vid olympiska sommarspelen 1984
Landhockeyturneringen vid olympiska sommarspelen 1984 avgjordes i Weingart Stadium, Los Angeles.

## Medaljfördelning
| Event                           | Guld | Silver | Brons |
| Herrarnas turnering Detaljer... | Pakistan Rashidul Hasan Tauqeer Dar Ahmed Ishtiaq Kaleem Ullah Hameed Khalid Hanir Khan Shahid Ali Khan Hussain Manzoor Ayaz Mehmood Syed Ghulam Moinuddin Mushtaq Ahmad Akhtar Naeem Nasir Ali Qasim Zia Hassan Sardar Saleem Sherwani                                         | Västtyskland Christian Bassemir Stefan Blöcher Dirk Brinkmann Heiner Dopp Carsten Fischer Tobias Frank Volker Fried Thomas Gunst Horst-Ulrich Hänel Karl-Joachim Hürter Andreas Keller Reinhard Krull Michael Peter Thomas Reck Ekkhard Schmidt-Opper Markku Slawyk | Storbritannien Paul Barber Stephen Batchelor Kulbir Bhaura Robert Cattrall Richard Dodds James Duthie Norman Hughes Sean Kerly Richard Leman Stephen Martin William McConnell Veryan Pappin Jon Potter Mark Precious Ian Taylor David Westcott |
| Damernas turnering Detaljer...  | Nederländerna Carina Benninga Fieke Boekhorst Marjolein Eijsvogel Det de Beus Irene Hendriks Elsemiek Hillen Sandra Le Poole Anneloes Nieuwenhuizen Martine Ohr Alette Pos Lisette Sevens Marieke van Doorn Aletta van Manen Sophie von Weiler Laurien Willemse Margriet Zegers | Västtyskland Gabriele Appel Dagmar Breiken Beate Deininger Elke Drüll Birgit Hagen Birgit Hahn Martina Koch Sigrid Landgraf Corinna Lingnau Christina Moser Patricia Ott Hella Roth Gabriela Schley Susanne Schmid Ursula Thielemann Andrea Weiermann-Lietz         | USA Beth Anders Beth Beglin Regina Buggy Gwen Cheeseman Sheryl Johnson Christine Larson-Mason Kathleen McGahey Anita Miller Leslie Milne Charlene Morett Diane Moyer Marcella Place Karen Shelton Brenda Stauffer Julie Staver Judy Strong     |

## Medaljtabell
| Pl. | Nation         | Guld | Silver | Brons | Totalt |
| --- | -------------- | ---- | ------ | ----- | ------ |
| 1   | Nederländerna  | 1    | 0      | 0     | 1      |
| 1   | Pakistan       | 1    | 0      | 0     | 1      |
| 3   | Västtyskland   | 0    | 1      | 0     | 1      |
| 1   | Storbritannien | 0    | 0      | 1     | 1      |
| 1   | USA            | 0    | 0      | 1     | 1      |

## Grupper

### Herrar
Herrarnas turnering innehöll tolv lag i två grupper.
| Grupp A: - Australien - Västtyskland - Indien - Spanien - Malaysia - USA | Grupp B: - Nederländerna - Storbritannien - Pakistan - Nya Zeeland - Kenya - Kanada |

Då alla lagen mött varandra gick de två bäst placerade vidare till semifinalerna.

### Damer
Damernas turnering innehöll sex lag i en grupp.
- Nederländerna
- Nya Zeeland
- Västtyskland
- USA
- Australien
- Kanada